# Kormos mirigygomba
A kormos mirigygomba (Exidia nigricans) a fülgombafélék családjába tartozó, Európa és Észak-Amerika erdeiben honos, elhalt lombos fák kérgén élő, nem ehető gombafaj.

## Megjelenése
A kormos mirigygomba termőteste 1-3 cm-es szabálytalan csésze alakú képlet; a szomszédos termőtestek többnyire 2-12 (20) cm széles, 1-2 cm vastag, agyvelőszerűen tekervényes felszínű  réteggé olvadnak össze. Színe kezdetben barna, olívbarna, esetleg fehéresen áttetsző; később fényes fekete, kátránycseppre emlékeztet. Kiszáradva vékony, fényes, fekete réteget képet az aljzaton. Felszíne többé-kevésbé sima vagy apró, kúpos szemölcsök borítják; nedvesen kissé nyálkás. A spóratermő réteg a felső felszínén található.  
Húsa szürke, nedvesen kocsonyás-ruganyos, szárazon mereven összezsugorodott; ha nedvesség éri visszanyeri korábbi állagát. Szaga és íze nem jellegzetes.  
Spórapora fehér. Spórája görbült hengeres (kolbász formájú), áttetsző, sima, mérete 10-15 x 4-5 µm.

### Hasonló fajok
Nagyon hasonlít hozzá a fekete mirigygomba, amelyiknek terméketlen alsó oldala nemezes-sörtés. Összetéveszthető még tűlevelűek elhalt ágain élő fenyő-mirigygombával is. 

## Elterjedése és termőhelye
Európában és Észak-Amerikában honos. 
Elhalt lombos fák kérges ágain (Bükk, köris, mogyoró, ritkábban tölgy) él. Januártól decemberig megtalálható.

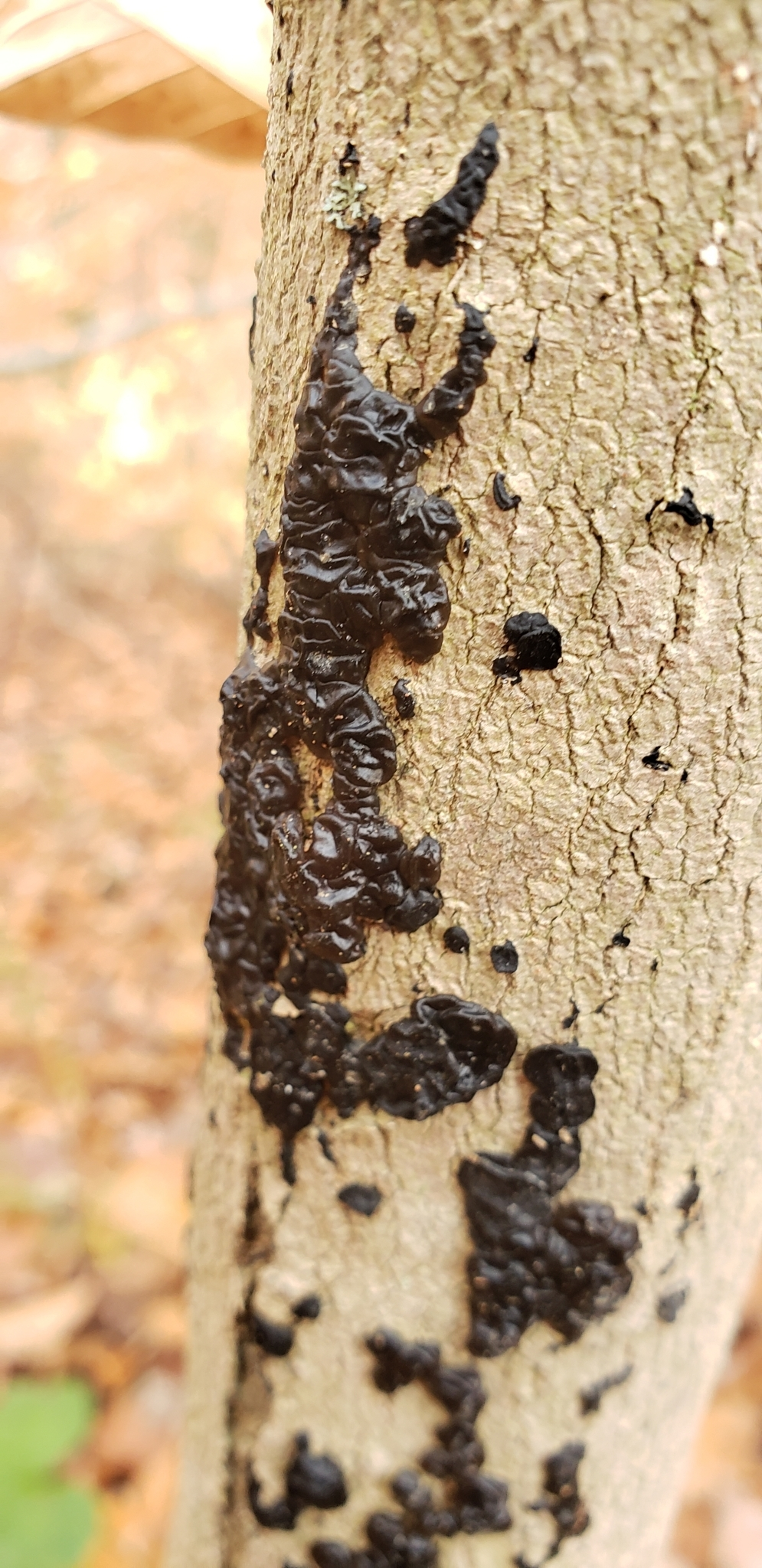
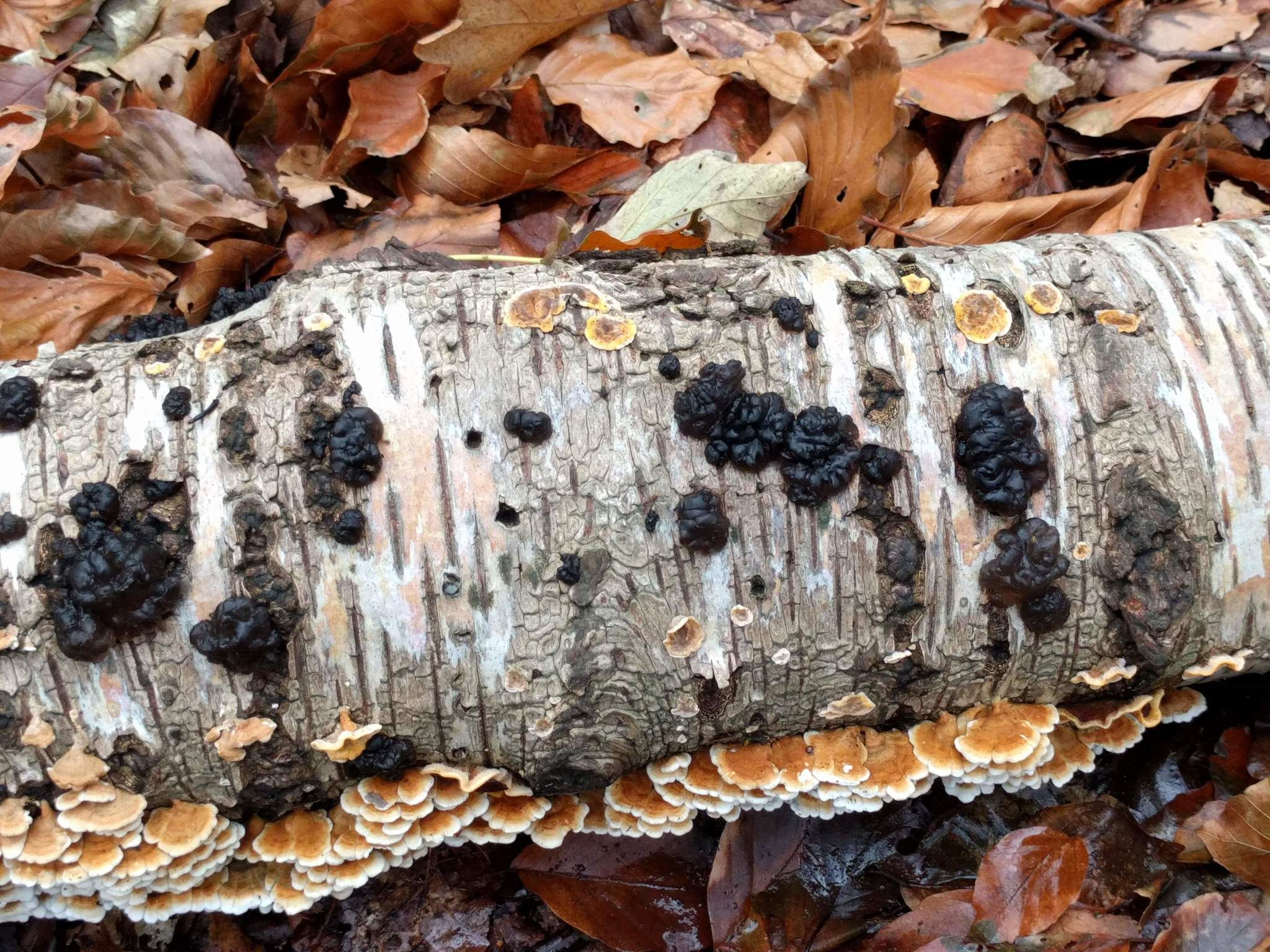
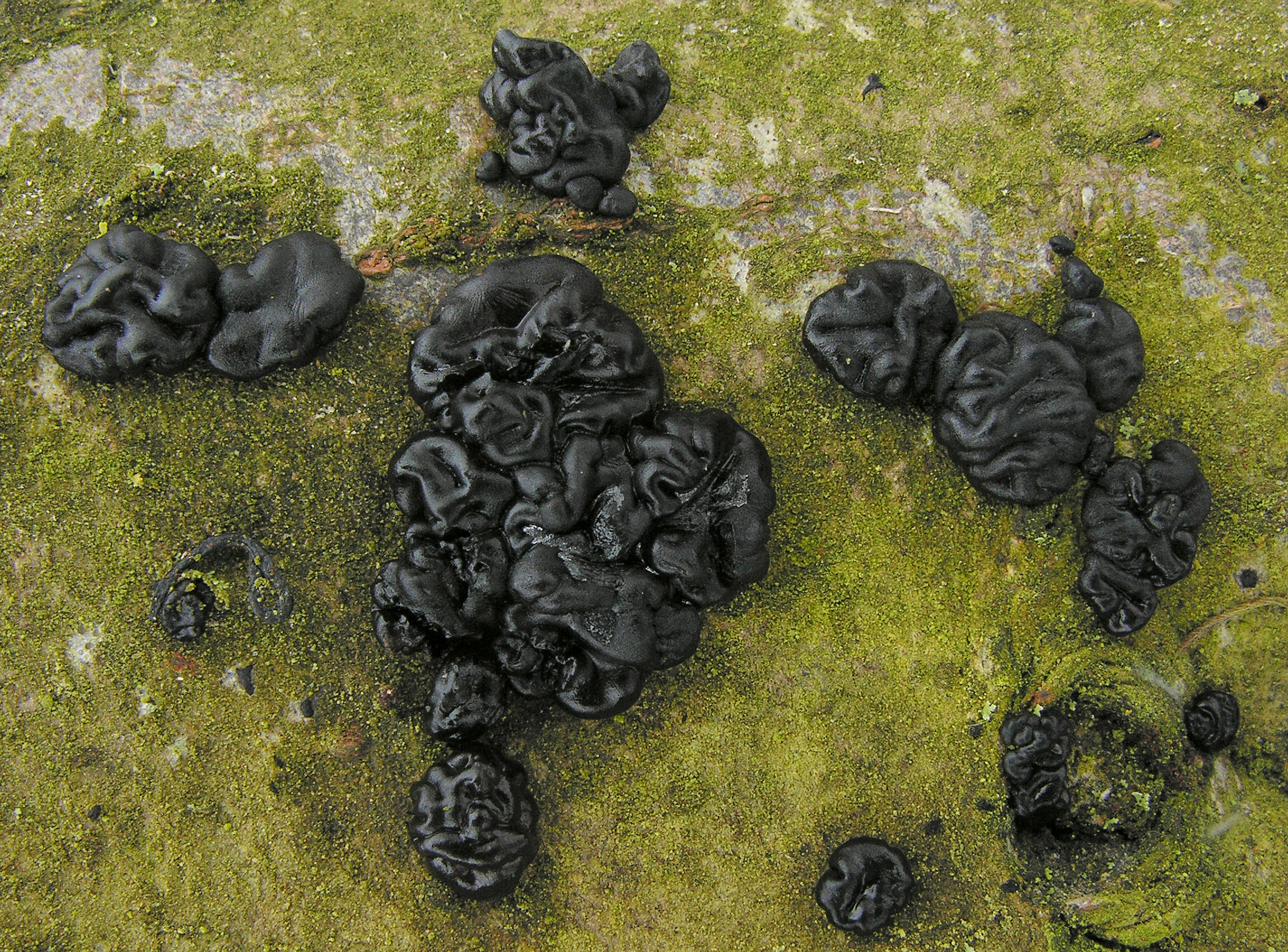
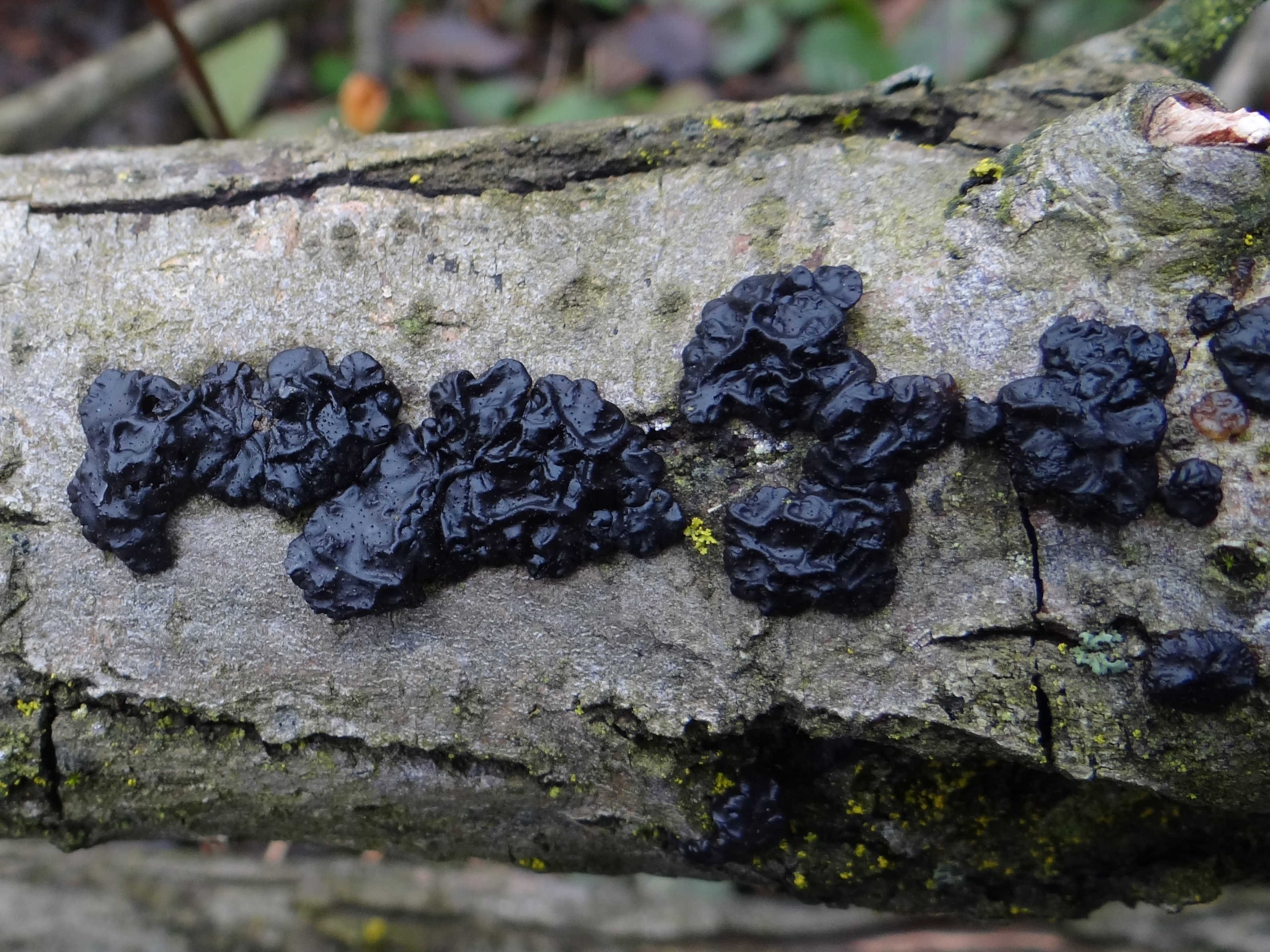
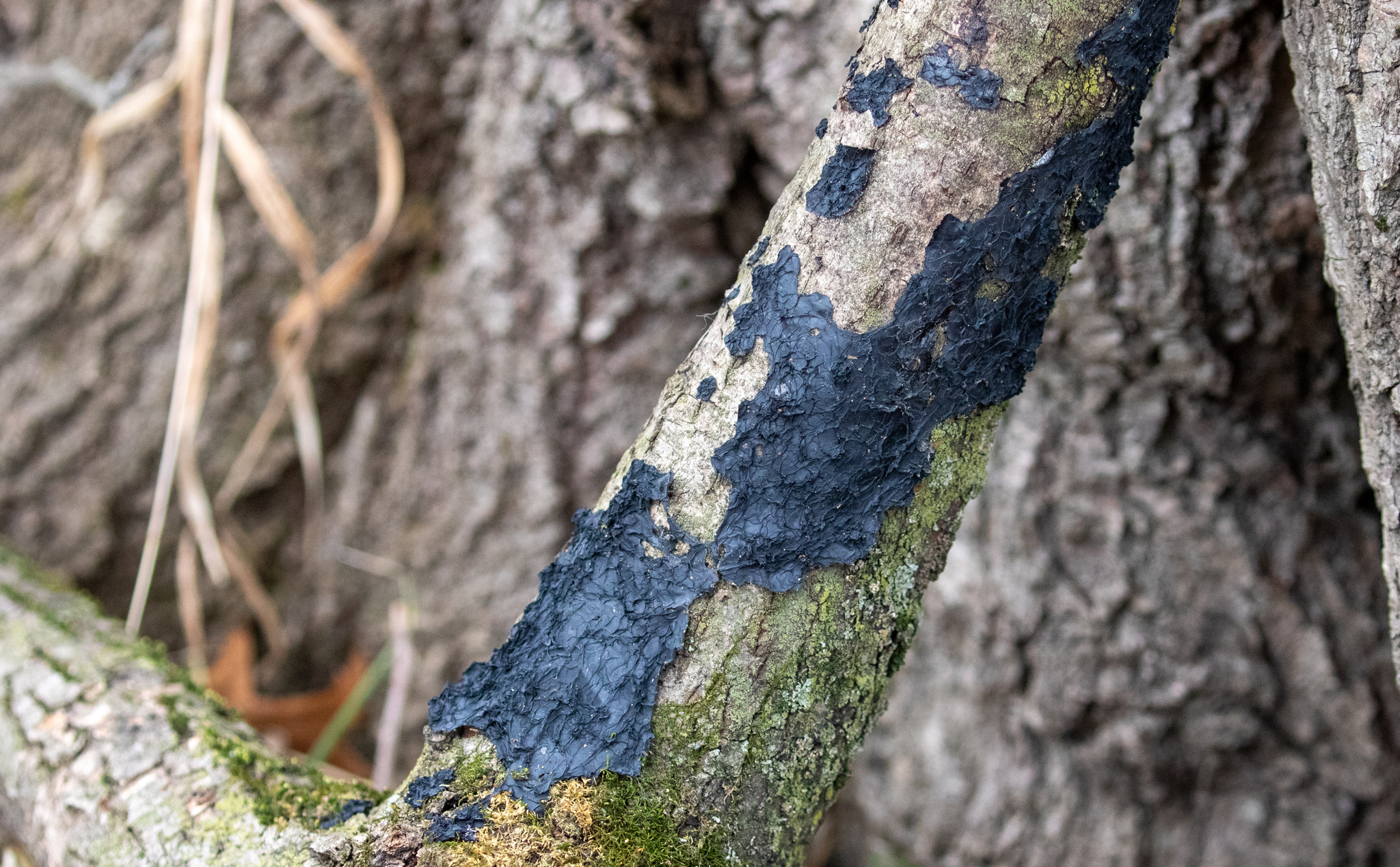

Nem ehető.    